# Саффари, Али Мортеза
Али Мортеза Саффари (перс. مرتضی صفاری — Ali Morteza Saffari‎) — иранский военачальник, контр-адмирал.
До 2010 года — командующий Военно-морскими силами Корпуса Стражей Исламской Революции; заменён на этой должности контр-адмиралом Али Фадави.
Его имя включено в так называемый «чёрный список» ООН из 15 высокопоставленных военных и политических деятелей Ирана, подозреваемых в причастности к разработке ядерной и ракетной программ Ирана, и которым запрещён выезд за пределы Ирана.